# Jouko Väänänen
Jouko Antero Väänänen, född 3 september 1950 i Rovaniemi, är en finländsk matematiker.
Väänänen blev filosofie doktor 1977 vid University of Manchester. Han var biträdande professor i matematik (matematikens grunder) vid Helsingfors universitet 1983–1998 och är sedan dess professor där. Han har bildat och leder en aktiv grupp av forskare inom matematisk logik; gruppen är utomlands känd som The Helsinki Logic Group.
Väänänens forskning inbegriper även mängdteori och modellteori. Han utnämndes 2006 till professor i matematikens grunder vid Institute for Logic, Language and Computation vid Universiteit van Amsterdam. I december 2015 gick han i pension.